# Derovatellus bistroemi
Derovatellus bistroemi är en skalbaggsart som beskrevs av Michel Brancucci 1981. Derovatellus bistroemi ingår i släktet Derovatellus och familjen dykare. Inga underarter finns listade i Catalogue of Life.